# Thomas Almqvist
Jan Thomas Almqvist, född 2 januari 1953 i Stockholm, död 11 december 2008 i Frederikshavn, var en svensk musiker, kompositör och producent. Han arbetade främst som gitarrist på nylonsträngad och elektrisk gitarr samt 16-strängad harpgitarr.
Från debutalbumet Nyanser som släpptes 1979 på Mistlur Records, till sin död 2008 gjorde Thomas tolv album. Broken Tango, hans senaste album, kom ut 2009 postumt innehållande musiken från hans sista ofullbordade verk.
Thomas Almqvist spelade med bland andra Ola Magnell, Fred Åkerström, Titiyo, Jenny Bohman Blues Band, Helena Eriksson, Michael Blair, Susanne Alfvengren, Cornelis Vreeswijk, Steinar Ofsdal, Tomas Di Leva, Marie Bergman, Lasse Englund, Rune Andersson, Kjell Höglund, Ann-Kristin Hedmark, Stefan Sundström, Freddie Wadling, Lena Nyman, Stefan Nilsson, Sven Wollter, Ted Ström, Björn J:son Lindh, Annika Fehling, Anders Berglund, Robert Wells, Stefan Blomquist med flera.
Thomas Almqvist är gravsatt i minneslunden på Lidingö kyrkogård.

## Diskografi

### EP
- 1989 – Distant Calls

### Album
- 1979 – Nyanser
- 1980 – The Journey
- 1984 – Shen men
- 1985 – Unknown tracks
- 1989 – Silent Travellers
- 1996 – Rewind
- 1998 – Macbeth
- 2000 – Othello
- 2001 – Kung Lear
- 2005 – Romeo och Julia
- 2009 – Broken Tango